# Ильинское сельское поселение (Крым)
Ильинское се́льское поселе́ние (укр. Іллінське сільське поселення, крымскотат. Янъы Джелишай кой юрту, Yañı Celişay köy yurtu) — муниципальное образование в составе Красноперекопского района Республики Крым России.

## География
Поселение расположено на западе района, в степном Крыму, на севере выходя к берегу Каркинитского залива Чёрного моря. Граничит на западе и юге с Первомайским районом, на востоке с Братским и на востоке с Магазинским сельскими поселениями.
Площадь поселения 75,22 км².
Основные транспортные магистрали — автодороги 35К-001 Красноперекопск — Симферополь и 35К-012 Черноморское — Воинка (по украинской классификации — Н-05, Т-0107).

## Население
| 2001  | 2014  | 2015  | 2016  | 2017  | 2018  | 2019  |
| ----- | ----- | ----- | ----- | ----- | ----- | ----- |
| 2206  | ↘1691 | ↗1694 | ↘1663 | ↘1647 | ↘1630 | ↘1623 |
| 2020  | 2021  |       |       |       |       |       |
| ↘1613 | ↗2082 |       |       |       |       |       |

## Состав сельского поселения
Поселение включает 4 населённых пункта:
| № | Населённый пункт | Тип населённого пункта | Население на 2014 год |
| - | ---------------- | ---------------------- | --------------------- |
| 1 | Ильинка          | село, центр            | ↘1140                 |
| 2 | Воронцовка       | село                   | ↘239                  |
| 3 | Курганное        | село                   | ↘72                   |
| 4 | Трактовое        | село                   | ↘240                  |

## История
В советское время был образован Ильинский сельский совет. Есть версия, что сельсовет появился в 1954 году, но в «Справочнике административно-территориального деления Крымской области на 15 июня 1960 года» он ещё не записан. Впервые в доступных документах Ильинский сельсовет встречается в справочнике «Крымская область. Административно-территориальное деление на 1 января 1968 года», где в его составе, кроме современных, числилось ещё село Сокол, как и в справочнике 1977 года (в период с 1 января по 1 июня 1977 года Сокол был упразднён). С 12 февраля 1991 года сельсовет в восстановленной Крымской АССР, 26 февраля 1992 года переименованной в Автономную Республику Крым. По Всеукраинской переписи 2001 года население совета составило 2206 человек. С 21 марта 2014 года в составе Крыма аннексировано Россией. Законом «Об установлении границ муниципальных образований и статусе муниципальных образований в Республике Крым» от 4 июня 2014 года территория административной единицы была объявлена муниципальным образованием со статусом сельского поселения.